# Făt-Frumos

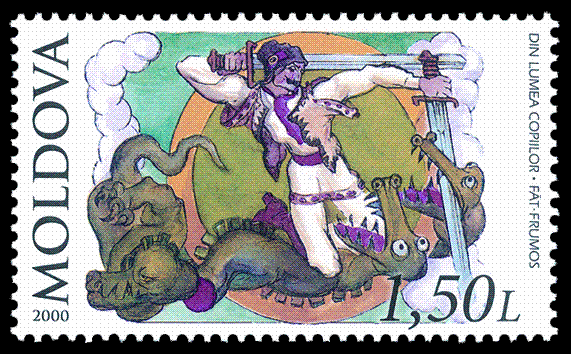
Făt-Frumos na mołdawskim znaczku pocztowym.

Făt-Frumos (rum. Piękny Młodzieniec) - nazwa bohaterów rumuńskich i mołdawskich baśni ludowych i literackich. Nie jest to imię, a określenie, zaś w poszczególnych utworach bohater może przybierać inne imiona, takie jak Ioviță czy Greuceanu. Făt-Frumos nie jest bohaterem cyklu bajek, ale nazwą głównego bohatera różnych wątków baśniowych. Zwykle jest najmłodszym synem cesarza, często narodzonym w cudowny sposób, który po dorośnięciu dokonuje bohaterskich czynów, takich jak walka ze zmejami, wiedźmami i smokami, odzyskiwanie skradzionych ciał niebieskich (w bajce P. Ispirescu Greuceanu), uwalnianie porwanych cesarskich córek, czy też wyprawa w poszukiwaniu nieśmiertelności. W wielu utworach jego towarzyszem podróży jest cudowny, mówiący ludzkim językiem koń, będący jego przewodnikiem i doradcą. Sam Făt-Frumos wyróżnia się odwagą, współczuciem, często także nadludzką siłą i zdolnościami magicznymi. Autorami baśni, których bohaterem jest Făt-Frumos byli tacy pisarze, jak Mihai Eminescu czy Ion Creangă.